# شويالفورن
شويالفورن (بالإنجليزية: Chüealphorn)‏ هو أحد جبال سلسلة جبال الألب ألبولا وجزء من القمة الأم بيز فادريت يقع في كانتون غراوبوندن، سويسرا. يبلغ ارتفاع الجبل حوالي 3078 متر، بينما يبلغ ارتفاع نتوء الجبل 472 متر.